# Molenfeuer Überseehafen Süd
Das Molenfeuer Überseehafen Süd (verniedlichend „Mäuseturm“ genannt) ist ein kleiner Leuchtturm im Hafengebiet der Stadt Bremen. Er steht auf der Abschlussmole der Überseestadt am Wendebecken der Ausfahrt des Holz- und Fabrikenhafens, des Getreide- sowie des Kranhafens. Ursprünglich diente er gemeinsam mit dem Leuchtfeuer auf Shipyard Island zur Befeuerung der Einfahrt in den Überseehafen. Diese Funktion verlor er allerdings nach dessen Zuschüttung in den 1990er Jahren.
Architektonisch betrachtet handelt es sich beim „Mäuseturm“ um einen runden Turm von zwölf Metern Höhe mit zwei Galerien, einem Erker, einem grün gestrichenen Laternenhaus und einem Kupferdach. Errichtet im Jahre 1906 aus gleichmäßig behauenen graubraunen Portasandstein-Quadern, ist der Turm noch heute in Betrieb und trägt ein grünes Licht über neun Seemeilen. 2007 erfolgte eine Lichtung des Zuweges einhergehend mit einem Freischneiden, sodass der Weg besser begehbar wurde.
2019 wurde der Zugang über die Mole im Rahmen der Erschließung des Parkgeländes „Waller Sand“ am Rande der Überseestadt befestigt. Seither ist der Turm ein beliebtes Ziel für Fußgänger und Radfahrer.
2000 wurde das Molenhaus als Einzeldenkmal mit dem Molenabschnitt als Ensemble unter Denkmalschutz gestellt.

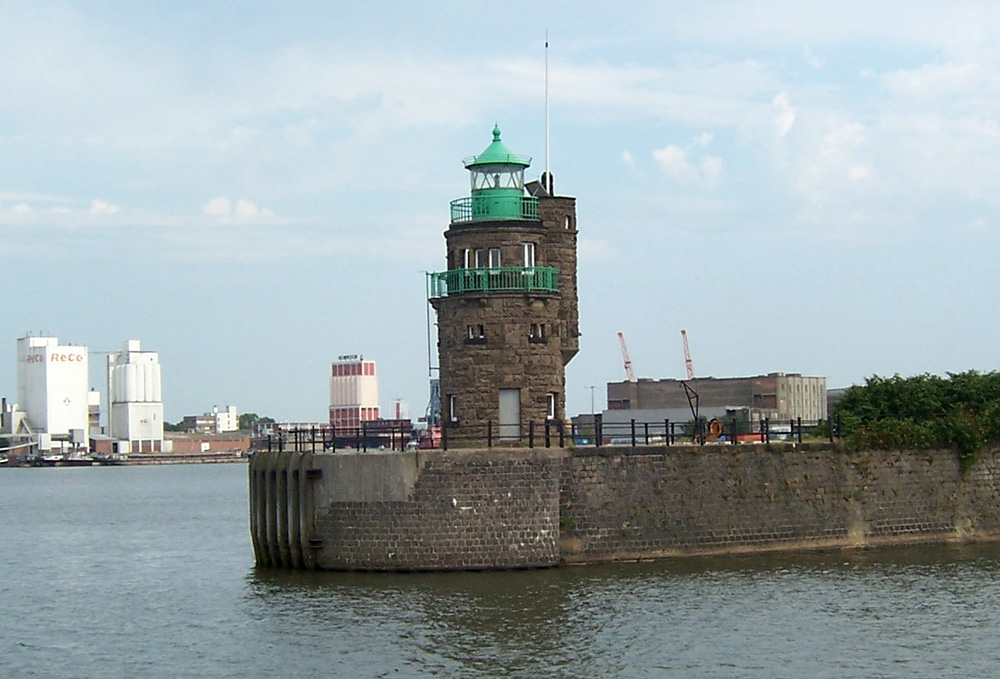
Molenabschnitt mit Molenhaus
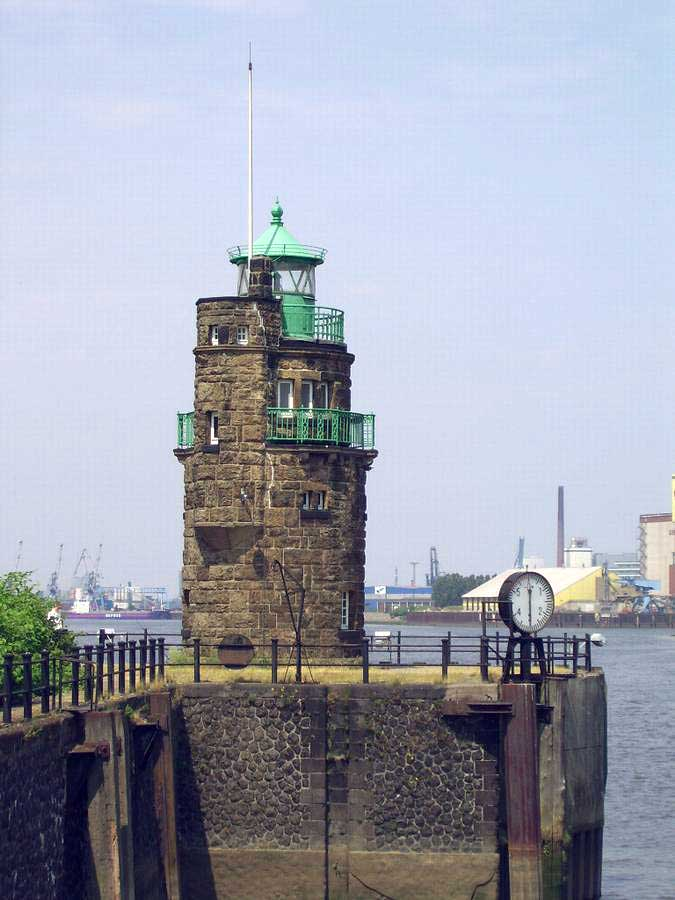
Der Turm mit Blick auf einige Hafenanlagen im Hintergrund
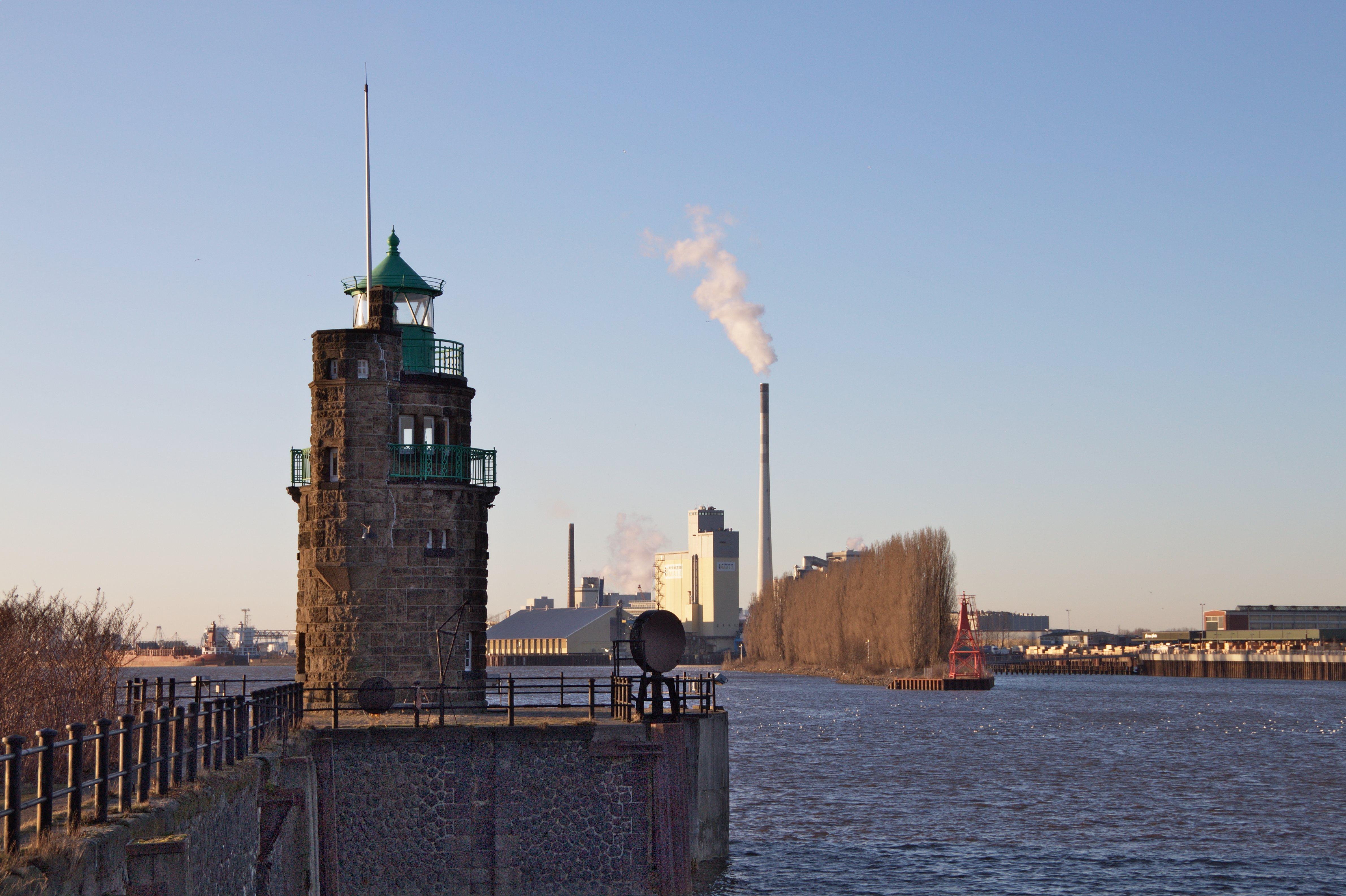
Der Turm und das gegenüber liegende Molenfeuer